# Rothia pedasus
Rothia pedasus är en fjärilsart som beskrevs av Herrich-Schäffer 1853. Rothia pedasus ingår i släktet Rothia och familjen nattflyn. Inga underarter finns listade.